# 이광영
이광영(1953년 8월 4일~ 2021년 11월 23일)은 대한민국의 전직 승려이자 5·18 민주화운동부상자회의 창립에 참여하신 분이다. 5.18 광주 민주화 운동 과정에서 부상을 당해 장애인이 되어 승려로 돌아가는 것을 포기하고 일반인으로 활동하였다. 승려 시절의 법명은 진각이다.
전남 강진군 군동면 금사리 377번지에서 농부의 아들로 태어났다. 강진군에서 중학교까지 다니면서 중학생때 읍내 학생들과 면 출신 학생 사이의 갈등을 겪었다. 이후 전남고등학교에 진학하였고 절에서 재수 공부를 하던 중 공부를 그만두고 승려로 출가하였다. 1980년 5월 부처님오신날을 맞아 증심사의 초파일 준비를 돕기 위해 전라남도 광주시에 가서 5·18 민주화 운동을 목격 및 참여하였고, 5월 21일 척추에 총탄을 맞아 하반신 마비 장애인이 되었고, 승려로 돌아가는 것을 포기하고 결혼해 두 딸을 두었다. 그리고 1982년 5·18 민주화운동부상자회(당시 5·18 부상자회) 조직에 참여했다.
이후 1988년 국회 청문회와, 전두환·노태우 법적 심판 재판, 2010년대 말 조비오 신부에 대한 전두환의 명예훼손 사건 재판에서 헬기가 시민들에게 기관총으로 사격한 것을 증언하였다. 2021년 11월 22일 유서를 남기고 당시 거주지인 익산시를 떠나 고향인 강진군을 찾았으며 22일 밤에서 2021년 11월 23일 오전 사이에 강진군 군동면 고향마을의 저수지에 빠져 스스로 목숨을 끊었다. 시신은 11월 23일 오후 4시 경 발견되었다.

## 학력
- 전남고등학교 졸업

### 비학위 수료
- 동국대학교 법과대학 청강생